# Calodipoena dumoga
Calodipoena dumoga is een spinnensoort in de taxonomische indeling van de Mysmenidae.
Het dier behoort tot het geslacht Calodipoena. De wetenschappelijke naam van de soort werd voor het eerst geldig gepubliceerd in 1988 door L. Baert.